# Shigofumi: Letters from the Departed
Shigofumi: Letters from the Departed (яп. シゴフミ ～Stories of Last Letter～, досл. «Шіґофумі: Листи з потойбіччя» — містичні ранобе, аніме-серіал та OVA.

## Сюжет
На небесах було створено службу дівчат-кур'єрів, що доставляють живим людям адресатам листи шіґофумі від померлих осіб. У цих листах можливо писати лише правду. Кожен з кур'єрів моє посох-штучний інтелект, якій є обов'язковою частиною її екіпірування. Головна героїня — дівчинка на ім'я Фуміка, яка працює кур'єром у цій службі.

## Персонажі
Фуміка (яп. フミカ/文歌) — головна героїня. У світі живих вона була жертвою батька-тирана, який щоденно ображав та бив її. Через це вона намагалася вбити його, лише поранила, після чого скоїла самогубство, але залишилася у комі. Працюючи кур'єром, вона завжди озброєна пістолетом.
- Сейю — Уеда Кана

Канака/Маяма (яп. カナカ/マヤマ) — посох-штучний інтелект, частина екіпірування Фуміки.
- Сейю — Мацуока Юкі

Чіакі (яп. カナカ/マヤマ Тіакі) — подруга Фуміки.
- Сейю — Асано Масумі

Матома (яп. マトマ) — посох-екіпірування Чіакі.
- Сейю — Като Масуюкі

Канаме Ноджіма (яп. 野島 要 Нодзіма Канаме) — учень, який був улюблений до Фумікі під час їх навчання у школі.
- Сейю — Терасіма Такума

Нацука Касай (яп. 葛西 夏香) — школярка, яка навчалася разом з Фумікою.
- Сейю — Тіба Саеко

Кірамекі Мікава (яп. 美川 キラメキ) — батько Фумікі. Егоїстичний та злий.
- Сейю — Кояма Рікія